# Hesperoburhinus superciliaris
Hesperoburhinus superciliaris es una especie de ave caradriforme de la familia Burhinidae propia del oeste de Sudamérica. Mide aproximadamente 40 centímetros, de hábitos nocturnos. Corre de una forma parecida a los avestruces. Recibe varios nombres, entre ellos huerequeque, alcaraván peruano o chorlo cabezón.

## Etimología y Taxonomía
Fue descrito formalmente en 1843 por el naturalista suizo Johann Jakob von Tschudi a partir de un espécimen recolectado en la región costera de Perú. Tschudi acuñó el nombre binomial Oedicnenus superciliaris (el nombre del género es un error tipográfico para Oedicnemus Temminck, 1815). El epíteto específico superciliaris "ceñudo" proviene del latín supercillium "ceja",esto en referencia a su característica ceja blanca con borde superior negro.
Posteriormente, en 1952, el entomólogo inglés Francis Hemming probaría que Oedicnemus era un sinónimo subjetivo más moderno de Burhinus,género establecido en 1811 por el zoólogo alemán Johann Karl Wilhelm Illiger.  Como resultado, el nombre binomial de la especie fue modificado a Burhinus superciliaris. 
El huerequeque se encuentra ahora clasificado dentro del género Hesperoburhinus, propuesto en 2023 por el genetista David Černý. La especie es monotípica: no se reconocen subespecies.

## Descripción
De plumaje gris ocráceo con manchas y líneas pardas, vientre blanco. Una característica peculiar es una línea de color blanco sobre los ojos grandes y redondos, y en la parte posterior de la corona una línea negra que le da la apariencia de una ceja. Tiene patas largas de color amarillento y pico corto y agudo cuya punta es de color negro.

## Comportamiento
El huerequeque es una especie gregaria especialmente fuera de la época de reproducción, cuando los individuos de una misma zona se congregan formando grupos relativamente numerosos.
Es de hábitos nocturnos con períodos de inactividad de 3 a 4 minutos. En su entorno, no muestra interacciones notables con otras aves predominantes como el cuculí o la paloma doméstica, ni con perros. Se puede notar un aumento en la actividad al anochecer, en línea con observaciones en otros burrínidos. Similar a otras aves nocturnas, se sugiere que el huerequeque intensifica su alimentación durante la noche para evitar depredadores diurnos.

## Hábitat y Distribución
Prefiere zonas áridas y semiáridas abiertas de la costa, a veces bordeadas por matorral abierto, o zonas agrícolas, por lo que se halla distribuido por partes del litoral de Ecuador y Chile, pero es muy común en toda la costa del Perú, principalmente en el norte.
- En el Perú es relativamente común a lo largo de la costa y estribaciones secas de los Andes.
- En Ecuador solamente se localiza en las tierras bajas del suroeste, en la península de Santa Elena, cerca de Huaquillas (El Oro) y al suroeste de Loja, cerca de Zapotillo.
- En Chile se ubica en el extremo norte en las provincias de Arica y Putre.

## Conservación
El Estado peruano protege a esta especie en diversas áreas naturales reservadas como Cerros de Amotape, Lachay, Paracas, Lagunas de Mejía, Laquipampa y los Pantanos de Villa. En general, la especie muestra un suave declive a lo largo de Perú. En Chile, por el contrario, el número de chorlos cabezones sufre fluctuaciones periódicas, aunque existen registros de un alarmante declive del 90% entre 2005 y 2010. La importante magnitud y elevada velocidad de los cambios sufridos por la población chilena sugieren que, al menos en el límite sur de su rango de distribución mundial, el chorlo cabezón podría estar expuesto a un alto grado de amenaza.
En Ecuador, algunos autores lo consideran en estado vulnerable. Los escasos estudios realizados hasta la fecha en Ecuador muestran un claro proceso de regresión en algunas regiones de la costa, principalmente debido al rápido desarrollo urbanístico.